# The Spirit Indestructible
The Spirit Indestructible è il quinto album in studio della cantautrice canadese Nelly Furtado che è stato pubblicato il 14 settembre 2012 in Australia e Germania e successivamente nel resto del mondo dalle etichette discografiche Interscope e MMC. L'uscita dell'album è stata anticipata dai singoli Big Hoops (Bigger the Better) e dalla title track Spirit Indestructible, entrambi non hanno però ottenuto il successo sperato. A seguito dell'uscita dell'album, è stato reso disponibile come terzo singolo Parking Lot, il 18 settembre 2012. Quarto singolo tratto dall'album è Waiting for the Night, uscito il 14 dicembre 2012, a cui è seguito Bucket List, il 22 febbraio 2013.

## Tracce
Edizione Standard
1. Spirit Indestructible – 4:01 (Nelly Furtado, Rodney "Darkchild" Jerkins)
2. Big Hoops (Bigger the Better) – 3:52 (Nelly Furtado, Rodney "Darkchild" Jerkins)
3. High Life (feat. Ace Primo) – 4:19 (Nelly Furtado, Rodney "Darkchild" Jerkins, Niko Warren)
4. Parking Lot – 5:25 (Nelly Furtado, Rodney "Darkchild" Jerkins)
5. Something (feat. Nas) – 3:35 (Nelly Furtado, Salaam Remi, Nasir Jones)
6. Bucket List – 4:22 (Nelly Furtado, Rodney "Darkchild" Jerkins)
7. The Most Beautiful Thing (feat. Sara Tavares) – 3:59 (Nelly Furtado, Salaam Remi, Hernst Bellevue)
8. Waiting for the Night – 4:28 (Nelly Furtado, Rodney "Darkchild" Jerkins)
9. Miracles – 3:26 (Nelly Furtado, Rodney "Darkchild" Jerkins, Andre Lindal)
10. Circles – 3:51 (Nelly Furtado, Michael Angelakos, Chris Zane)
11. Enemy – 4:18 (Nelly Furtado, Salaam Remi)
12. Believers (Arab Spring) – 4:08 (Nelly Furtado, Rick Nowels)

Durata totale: 49:44
Deluxe Version
1. Hold Up – 4:13 (Nelly Furtado, Rodney "Darkchild" Jerkins)
2. End of the World – 3:36 (Nelly Furtado, Rick Nowels)
3. Don't Leave Me – 3:38 (Nelly Furtado, Stephen McGregor)
4. Be OK (feat. Dylan Murray) – 3:27 (Dylan Murray)
5. Thoughts (feat. The Kenyan Boys Choir) – 3:27 (Nelly Furtado)
6. Thoughts (Tiësto remix feat. The Kenyan Boys Choir) – 2:42 (Nelly Furtado)
7. End Game – 4:33 (Nelly Furtado, Salaam Remi)
8. Play – 5:21 (Nelly Furtado, Rick Nowels, Devrim Karaoglu)

Durata totale: 30:57

### Singoli estratti
Download digitale
1. Big Hoops (Bigger the Better) – 3:52 (Nelly Furtado, Rodney "Darkchild" Jerkins)
2. Spirit Indestructible – 4:01 (Nelly Furtado, Rodney "Darkchild" Jerkins)
3. Parking Lot – 5:25 (Nelly Furtado, Rodney "Darkchild" Jerkins)
4. Waiting for the Night – 4:28 (Nelly Furtado, Rodney "Darkchild" Jerkins)
5. Bucket List – 4:22 (Nelly Furtado, Rodney "Darkchild" Jerkins)

## Successo commerciale
The Spirit Indestructible ha debuttato nella Official Albums Chart alla 46ª posizione vendendo 2 637 copie mentre nella Billboard 200 alla 79ª posizione, vendendo 5 731 copie, un insuccesso se paragonato all'album Loose che aveva venduto ben 219 000 copie nella settimana di apertura.

## Classifiche
| Classifica (2012) | Posizione massima |
| ----------------- | ----------------- |
| Austria           | 8                 |
| Belgio (Fiandre)  | 79                |
| Belgio (Vallonia) | 44                |
| Canada            | 18                |
| Germania          | 3                 |
| Italia            | 36                |
| Paesi Bassi       | 41                |
| Polonia           | 31                |
| Regno Unito       | 46                |
| Repubblica Ceca   | 26                |
| Russia            | 19                |
| Spagna            | 58                |
| Stati Uniti       | 79                |
| Svizzera          | 3                 |